# Peitharchicus fasciatus
Peitharchicus fasciatus är en insektsart som beskrevs av Brunner von Wattenwyl 1898. Peitharchicus fasciatus ingår i släktet Peitharchicus och familjen gräshoppor. Inga underarter finns listade i Catalogue of Life.